# Mimi Pond
Mimi Pond es una escritora, guionista e ilustradora estadounidense.
Su trabajo más grande fue escribir por Los Simpson, escribiendo el primer episodio, Simpsons Roasting on an Open Fire en 1989. Es autora de diferentes libros de humor.

## Carrera

### Memorias gráficas
Pond ha escrito dos memorias gráficas: Over Easy y The Customer is Always Wrong. Ambas están inspiradas en su propia vida y construyen de forma secuencial un solo arco narrativo. La temática principal se centra el tiempo que pasó trabajando de camarera en Oakland, mientras intentaba convertirse en artista a tiempo completo tras finalizar sus estudios.

#### Over Easy
Pond trabajó durante más de 15 años en esta novela gráfica; la idea surgió mientras trabajaba como camarera en un restaurante de Oakland, California, durante la década de 1970. Over Easy es una historia de iniciación que narra la vida de una joven llamada Margaret Pond mientras trabaja en el Imperial Café, un restaurante lleno de hippies y punks a finales de los años 70. Es en ese entorno donde Margaret se transforma en "Madge" y comienza a vislumbrar la adultez, con todo lo que implica: adicciones, confusión, momentos incómodos, el sueño artístico y despertares sexuales. Over Easy retrata el Oakland de los años 70 en una memoria ingeniosa y ligeramente ficcionalizada basada en las experiencias de Pond. La obra recibió elogios significativos por parte de medios como USA Today, The Comics Journal, NPR, Publishers Weekly, The National Post, entre otros.

#### The Customer Is Always Wrong
En 2017, Pond publicó su segunda memoria gráfica, continuación directa de la historia narrada en Over Easy. Madge continúa trabajando en el vibrante Imperial Café de Oakland, rodeada de otros inadaptados del restaurante, y sigue soñando con convertirse en artista. En The Customer Is Always Wrong, Madge toma finalmente la decisión de ahorrar lo suficiente para dejar la costa oeste y mudarse a Nueva York, donde espera poder dedicarse al arte a tiempo completo. Esta segunda novela tiene un tono más oscuro en comparación con la primera, lo que hizo que el proceso creativo fuera más difícil para Pond, al tener que revivir experiencias dolorosas. The Customer Is Always Wrong también fue bien recibida por el público y la crítica, y obtuvo elogios de publicaciones y organizaciones como PEN America, Entertainment Weekly, Vulture, entre otros.